# SC Nacional
SC Nacional was een Braziliaanse voetbalclub uit Porto Alegre, de hoofdstad van de staat Rio Grande do Sul.

## Geschiedenis
De club werd opgericht op 7 augustus 1909. In 1910 was de club een van de medeoprichters van de Liga Porto Alegrense de Foot-Ball (LPAF). Datzelfde jaar organiseerde deze bond een stadskampioenschap voor de clubs uit Porto Alegre. Nacional werd vijfde op zeven clubs. Het volgende seizoen waren er nog maar vijf deelnemers en Nacional werd nu laatste. In seizoen 1912 werd de club opnieuw laatste met 0 punten. De club kreeg dat jaar de zwaarste nederlagen in de geschiedenis van het voetbal in Rio Grande do Sul. Nadat ze op 11 augustus al een 16-0 draai om de oren kregen van SC Internacional werden ze op 25 augustus nog zwaarder vernederd door Grêmio, dat met 23-0 won. Datzelfde jaar werd de club ontbonden.